# Scorpaena mystes
Scorpaena mystes är en fiskart som beskrevs av Jordan och Starks, 1895. Scorpaena mystes ingår i släktet Scorpaena och familjen Scorpaenidae. IUCN kategoriserar arten globalt som livskraftig. Inga underarter finns listade i Catalogue of Life.